# Lago Duckwitzer
El lago Duckwitzer (en alemán: Duckwitzersee) es un lago situado en el distrito de Rostock, en el estado de Mecklemburgo-Pomerania Occidental (Alemania), a una altitud de 20 metros; tiene un área de 17.9 hectáreas.